# Олег Кононенко
Олег Дмитриевич Кононенко е руски космонавт, Герой на Русия (2009). Световен рекордьор по общ престой в космоса към 2024 г. със 1110 денонощия 14 часа 59 минути и 36 секунди. 

## Биография
Роден е на 21 юни 1964 г. в Чарджоу, Туркменска ССР, (тогава СССР). Олег Кононенко завършва с отличие средно училище № 15 в Чарджоу (дн. Туркменабад). През 1988 г. Олег Кононенко завършил Харковския авиационен институт „Н. Жуковски“, специалност „двигатели на летателни апарати“.
След завършване на института Кононенко работи в Централното специализирано конструкторско бюро (ЦСКБ) на ракетно-космическия център „Прогрес“ в Куйбишев. Кононенко започва да работи като инженер, по-късно става водещ инженер-конструктор. Занимава се с проектиране на електрически системи на космическите кораби.

## Космическа кариера
На 29 март 1996 г. Олег Кононенко е приет за кандидат в отряда на космонавтите на РКК „Енергия“. От юни 1996 до март 1998 г. преминава курс по общокосмическа подготовка в Центъра за подготовка на космонавти „Ю. Гагарин“. След завършването на курса (20 март 1998 г.), му е присвоена квалификацията „космонавт-изпитател“, и е зачислен в отряда на космонавтите на длъжност космонавта-изпитател.
От октомври 1998 г. Кононенко преминава подготовка в групата космонавти, избрани за работа на МКС. През януари 1999 г. е прехвърлен в групата космонавти на Ракетно-космическата корпорация „Енергия“.
От 17 декември 2001 г. до 25 април 2002 Кононенко преминава подготовка като дубльор за полета на кораба „Союз ТМ-34“. От март 2002 г. преминава подготовка като бординженер на космическия кораб „Союз ТМА-4“ и бординженер на девета дълговременна експедиция на МКС. В нейния състав влизат и Генадий Падалка (командир) и астронавта на САЩ Едуард Финки. След катастрофата на совалката „Колумбия“ на 1 февруари 2003 г., е взето решение за съкращаване на екипажа на дълговременните експедиции на МКС от трима на двама члена. В космоса отлитат само Падалка и Финк.
От март 2004 до март 2006 г. Кононенко преминава подготовка в групата космонавти, избрани за полет до МКС.

### Първи полет
През май 2006 г. Олег Кононенко е назначен за бординженер на кораба „Союз ТМА-12“ и 17-а дълговременна експедиция на Международна космическа станция (МКС-17). На 13 февруари 2007 г. НАСА, а на 6 ноември 2007 г. комисия на Роскосмос утвърждават Кононенко за бординженер на кораба „Союз ТМА-12“ и експедиция МКС-17.
Космическия кораб „Союз ТМА-12“ стартира на 8 април 2008 г. В състава на екипажа влизат командирът на кораба и 17-а основна експедиция Сергей Волков и космонавт-изследователя Ли Со Ен. На 10 април корабът „Союз ТМА-12“ се скача с МКС. По време на полета извършва две излизания в открития космос.
На 24 октомври 2008 г. корабът „Союз ТМА-12“ се откача от МКС. Спускаемия апарат на кораба извършва кацане на територията на Казахстан, на 89 км северно от гр. Аркалък. Особеното на МКС-17 е това, че и двамата руски космонавта в състава ѝ летят за първи път в космоса. Това е ставало само през 1960—1970-те години и през 1994 г.

### Втори полет
Кононенко стартира на 21 декември 2011 г. заедно с Андре Койперс и Доналд Петит като командир на кораба Союз ТМА-03М. На МКС е бординженер на 30-ата и командир на 31-ата основна експедиция. Извършва едно излизане в открития космос с продължителност 6 часа и 15 минути. Приземява се на 1 юли 2012 г. със същия кораб и същия екипаж, с който излита, а полетът продължава над 192 денонощия.

### Трети полет
Стартира на 23 юли 2015 г. като командир на кораба Союз ТМА-17М заедно с Кимия Юи и Кейл Линдгрен. Само 5 часа и 42 минути след старта корабът успешно се скачва към малкия изследователски модул Рассвет (МИМ1) на руския сегмент на МКС.
На 11 декември 2015 г. „Союз ТМА-17М“ се откача от МКС и в същия ден каца на 132 км североизточно от град Джезказган. Продължителността на полета е над 141 денонощия.

### Четвърти полет
На 30 ноември 2017 г. е утвърден за командир на дублиращия екипаж на кораба Союз МС-09 и за командир на основния екипаж на кораба Союз МС-11.
Стартира на 3 декември 2018 г. като командир на кораба „Союз МС-11“ заедно с Дейвид Сен-Жак (Канада) и Ан Маклейн (САЩ). На 3 декември корабът успешно се скачва към малкия изследователски модул Поиск (МИМ2) на руския сегмент на МКС.
На 11 декември 2018 г. извършва излизане в открития космос за обследване обшивката на кораба „Союз МС-09“, продължителност – 7 часа и 45 минути.
На 15 март 2019 г. към МКС се скачва корабът Союз МС-12, от който идват още трима бординженери: Алексей Овчинин (Русия), Тайлер Хейг (САЩ) и Кристина Коук (САЩ) и заедно с тримата от Союз МС-11 образуват Експедиция 59 с командир Олег Кононенко.
На 29 май 2019 г. Кононенко и Овчинин излизат в открития космос от модула „Пирс“ за 6 часа и 1 минута. 

### Пети полет
Обучен е като командир на основния екипаж на транспортния космически кораб Союз МС-23, космически експедиции МКС-68/МКС-69. Във връзка с аварията на 15 декември 2022 г. в системата за термичен контрол на ТПК „Союз МС-22“, ТПК „Союз МС-23“ е изстрелян на 24 февруари 2023 г. в безпилотен вариант, основният му екипаж е назначен да лети на ТПК „Союз МС-24“. 
На 15 септември 2023 г. в 15:44:35,417 UTC (18:44:35 ч. българско време) от космодрума Байконур е изстрелян ТПК Союз МС-24 с екипаж в състав: командир Олег Кононенко, бордни инженери Николай Чуб и астронавта на НАСА Лорал О'Хара. Полетът на космическия кораб до МКС преминава по двуорбитална схема. Корабът се скачва с модула „Рассвет“ на 15 септември 2023 г. в 18:53:33 UTC (21:53:33 ч. българско време). 
На 25–26 октомври, заедно с космонавта Н. Чуб, той извършва космическа разходка с продължителност повече от 7 часа, по време на която космонавтите изключват хидравличните вериги на допълнителния радиационен топлообменник на модула „Наука“, включително спукания, от който възниква изтичане на охлаждаща течност, инсталира и свързва радиолокатора на научния модул за провеждане на експеримента „Напор-миниРСА“ и също така изстрелва студентски наноспътник „Парус-МГТУ“. 
На 4 февруари 2024 г. в 11:30:08 ч. (българско време) Олег Кононенко става световен рекордьор по обща продължителност на космически полети. Той надминава постижението на сънародника си Генадий Падалка, който е натрупал общо 878 дни 11 часа 29 минути и 48 секунди по време на пет космически полета. 
На 25 април 2024 г. заедно с космонавта Николай Чуб той извършва над 4-часово излизане в открития космос, по време на което космонавтите прехвърлят адаптер от сервизния модул „Звезда“ към модула „Поиск“. След това на модула „Поиск“ те инсталират и свързват научната апаратура „Кварц“ на адаптер и научната апаратура „TKK-KM“ на платформа с адаптери. Също така на модула „Наука“ космонавтите отварят втория панел на малък радар, предназначен за наблюдение на Земята като част от експеримента „Напор-миниРСА“, демонтират един от двата контейнера на научното оборудване Биориск-МСН и взимат проби от тампони от повърхността на модула „Наука“ в интерес на експеримента „Тест“. 
Планираната продължителност на полета на руските космонавти е 375 дни. По време на полета са планирани четири излизания в открития космос, екипажът трябва да вземе четири товарни кораба „Прогресс МС“ и да проведе над 60 научни и приложни изследвания. Завръщането на Земята е планирано на TPK Союз MС-25 през есента на 2024 г. В края на петата експедиция на 23 септември 2024 г. Кононенко става човекът, прекарал най-дълго време общо в космоса – 1110 денонощия 14 часа 59 минути и 36 секунди, което е повече от 3 години. 
| Космически полети на Олег Кононенко                                                      | Космически полети на Олег Кононенко | Космически полети на Олег Кононенко | Космически полети на Олег Кононенко | Космически полети на Олег Кононенко   |
| №                                                                                        | Начало (UTC)                        | Космически кораб                    | Функции                             | Продължителност                       |
| ---------------------------------------------------------------------------------------- | ----------------------------------- | ----------------------------------- | ----------------------------------- | ------------------------------------- |
| 1                                                                                        | 8 април 2008                        | „Союз ТМА-12“                       | Бординженер                         | 198 денонощия 16 часа 20 мин. 11 сек. |
| 2                                                                                        | 21 декември 2011                    | „Союз ТМА-03М“                      | Командир                            | 192 денонощия 18 часа 58 мин. 28 сек. |
| 3                                                                                        | 22 юли 2015                         | „Союз ТМА-17М“                      | Командир                            | 141 денонощия 16 часа 9 мин. 46 сек.  |
| 4                                                                                        | 3 декември 2018                     | „Союз МС-11“                        | Командир                            | 203 денонощия 15 часа 15 мин. 49 сек. |
| 5                                                                                        | 15 септември 2023                   | ↑„Союз МС-24“, ↓„Союз МС-25“        | Командир                            | 373 денонощия 20 часа 14 мин. 22 сек. |
| Сумарно време в космоса – 1110 денонощия 14 часа 59 минути и 36 секунди, световен рекорд |                                     |                                     |                                     |                                       |

## Награди
- За мъжество и героизъм в хода на космическия полет с Указ на Президента на Русия Дмитрий Медведев от 5 февруари 2009 г. на О. Кононенко е присвоено званието Герой на Русия;
- Като признание на заслугите пред туркменската държава и народа на страната, с Указ на Президента на Туркменистан, за лично мъжество, висок професионализъм и постижения при изпълнението на международната програма за мирно усвояване на космоса на 16 февруари 2009 е награден с орден „Звездата на Президента“;
- На 25 март 2014 г., с указ на президента Путин е награден с орден „За заслуги пред Отечеството – IV степен“;
- На 26 януари 2017 г., с указ на президента Путин е награден с орден „За заслуги пред Отечеството – III степен“;
- Орден Оран-Насау (офицер), Нидерландия, 2016 г.
- Медал на НАСА „За отлична служба на обществото“ (NASA Distinguished Public Service Medal, 2008, 2012);
- Медал на НАСА „За космически полет“ (NASA Space Flight Medal, 2008, 2012) и други.

## Личен живот
Олег Кононенко е женен, съпругата му е Татяна Михайловна (по баща – Юриева). Имат син Андрей и дъщеря Алиса (близнаци). Увлеченията му включват спортуване, радиолюбителство и четене на книги. Любителската му радиопозивна е RN3DX. 